# Eve's Bayou
Eve's Bayou é um filme norte-americano de 1997 escrito e dirigido por Kasi Lemmons, sendo o primeiro filme que ela dirigiu. Samuel Jackson foi o produtor e participou no filme junto com Debbi Morgan, Jurnee Smollett, Lynn Whitfield e Meagan Good.